# 4452 Ullacharles
4452 Ullacharles је астероид главног астероидног појаса са средњом удаљеношћу од Сунца која износи 2,615 астрономских јединица (АЈ).
Апсолутна магнитуда астероида је 12,0.